# AM 748 I 4to
AM 748 I 4to est un fragment de manuscrit islandais de vélin contenant des poèmes eddiques. Il date du début du XIVe siècle. Seulement six feuilles ont été conservées, elles présentent les poèmes mythologiques suivants : 
- Grímnismál (complet)
- Hymiskviða (complet)
- Baldrs draumar (complet)
- Skírnismál (partiel)
- Hárbarðsljóð (partiel)
- Vafþrúðnismál (partiel)
- Völundarkviða (seulement le début du prologue en prose)

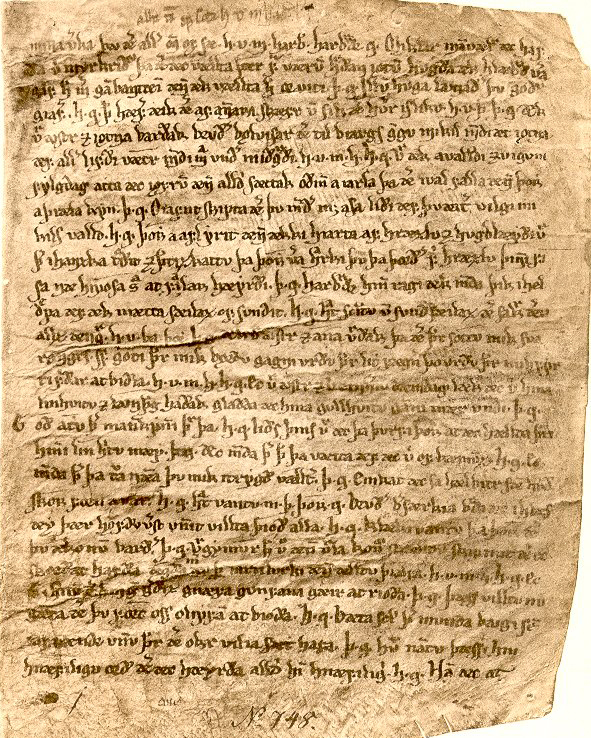

AM 748 I 4to est le seul manuscrit médiéval à préserver Baldrs draumar. Les autres poèmes sont aussi conservés dans le Codex Regius.